# Lycaugesia semiblanda
Lycaugesia semiblanda là một loài bướm đêm trong họ Noctuidae.